# Nailsea
Nailsea – miasto w Wielkiej Brytanii, w Anglii, w hrabstwie Somerset, w unitary authority North Somerset, położone 6 mil na południowy zachód od granic Bristolu i w takiej samej odległości od Weston-super-Mare. Miasto pełni rolę sypialni dla tych dwóch ośrodków. 
W przeszłości ośrodek górnictwa węglowego (XVI-XIX w.), pod koniec XVII w. zasłynął jako ośrodek produkcji szkła, czwarty pod względem wielkości w Wielkiej Brytanii. Fabrykę zamknięto w 1873 r. (obecnie na jej miejscu parking TESCO). W XIX w. upadły ostatnie kopalnie, a miasto podupadło.